# Contraindicación
En medicina, una contraindicación forma parte del tratamiento médico. Es una prescripción respecto a una situación que debe evitarse, como realizar otro  procedimiento médico o a la administración de una o varias medicaciones o drogas (o al combinarse con otras), que incrementa los riesgos de empeorar los síntomas o la condición particular del paciente, pudiendo ser incluso la muerte.
También forma parte del prospecto de los medicamentos, donde se encuentran las indicaciones terapéuticas para su administración.
Lo opuesto a contraindicación es indicación.
- Una contraindicación absoluta es una condición que prohíbe tajantemente el uso de un tratamiento en conjunto. Por ejemplo, un neumotórax no tratado podría ser una "contraindicación absoluta" para oxigenoterapia.
- Una contraindicación relativa pesa en contra del uso de un tratamiento que aumente la relación riesgo/beneficio. Por ejemplo, una historia de úlcera péptica es una contraindicación a tomar aspirina. Si, en cambio, el beneficio de emplear aspirina es visto como mayor que el riesgo de una recurrencia a úlcera, y no hay razonables alternativas disponibles, el tratamiento aún se indica.